# Джорджо Джорджіс
Джорджо Джорджіс (італ. Giorgio Giorgis, 23 квітня 1897, Рим - 28 березня 1941, Середземне море ) - італійський морський офіцер.
Ніс службу у Королівських військово-морських силах Італії під час Другої світової війни. 

## Біографія
Джорджо Джорджіс народився 23 квітня 1897 року у Римі. Ще не досягнувши 17-річного віку ,вступив до Військово-морської академії у Ліворно, яку закінчив у 1916 році у званні гардемарина. Брав участь у Першій світовій війні на борту лінкора «Андреа Доріа». Отримав звання молодшого лейтенанта у 1917 році, і лейтенанта у 1918 році. Після закінчення війни був у складі Міжнародної контрольної комісії у Відні. 
У 1922-1923 роках проходив додаткове навчання. Брав участь у походах італійських кораблів у закордонні порти. 
У 1936 році був призначений у Штаб італійських сил у Східній Африці, брав участь в італо-ефіопській війні. У 1938 році отримав звання капітана I рангу, був морським аташе у Токіо.
З початком Другої світової війни був призначений командиром крейсера «Фіуме». Брав участь в боях біля Калабрії і біля мису Спартівенто.
Під час бою біля мису Матапан крейсер «Фіуме» разом з крейсером «Зара» та 4 есмінцями намагались надати допомогу пошкодженому крейсеру «Пола».
Близько 22 години британці помітили італійські кораблі. О 22:30 вони відкрили артилерійський вогонь.
«Фіуме», який йшов за «Зарою», отримав бортовий залп британського флагмана «Ворспайт», потім залп лінкора «Валіант», і потім знову залп «Ворспайта».
Близько 23:00 крейсер затонув у точці з координатами 35°21′ пн. ш. 20°57′ сх. д. / 35.350° пн. ш. 20.950° сх. д.. Загинули 813 членів екіпажу, в тому числі капітан корабля.
Джорджо Джорджіс посмертно був нагороджений золотою медаллю «За військову доблесть».

## Нагороди
- Золота медаль «За військову доблесть»
- Бронзова медаль «За військову доблесть» (двічі)
- Військовий хрест за мужність

## Вшанування
На честь Джорджо Джорджіса планувалось назвати один з есмінців типу «Команданті Медальє д'Оро», але будівництво не було завершене.
За видатні наукові праці на військово-морську тематику Джорджо Джорджіс отримав Срібну медаль 2 класу, а також був обраний доктором «honoris causa» Падуанського університету.